# Лора Браниган
Лора Ан Браниган (на английски: Laura Ann Branigan) е американска певица и актриса от ирландски произход. Известна е със своите хит сингли „Gloria“ и „Self Control“.

## Биография
Родена е на 3 юли 1952 г. в село Брюстър, щата Ню Йорк. Като актриса Бранигън играе във филмите „Делта Пи“ и „Backstage“ и се появява в епизоди на телевизионните сериали ЧИП, Automan и Monsters.
Умира на 26 август 2004 г. на 52–годишна възраст от церебрална аневризма.

## Дискография

### Студийни албуми
- Branigan, или Silver Dreams (1981, неиздаден)
- Branigan (1982)
- Branigan 2 (1983)
- Self Control (1984)
- Hold Me (1985)
- Touch (1987)
- Laura Branigan (1990)
- Over My Heart (1993)